# Franjo Lipold
Franjo Lipold, odvetnik, mariborski podžupan in mestni načelnik, * 23. marec 1885, Celje, † 24. junij 1970, Maribor. 

## Življenjepis
Franjo Lipold se je rodil 23. marca 1885 v Celju, kjer je tudi preživel svojo mladost. Ljudsko šolo je obiskoval v Žalcu, gimnazijska leta pa preživel na gimnaziji v Celju. Še kot gimnazijec se je preselil v Maribor in kasneje v Novo mesto, kjer je leta 1904 maturiral. Po maturi je študiral pravo v Gradcu in Pragi, kjer je bil leta 1909 promoviran za doktorja prava. Kot odvetniški pripravnik je začel službovati v Celju pri Josipu Serncu, Novem mestu in Ljubljani.  Leta 1915 je bil vpoklican v vojno in se ob prevratu vrnil kot častnik. Od prevratnih dni leta 1918 je ostal v Mariboru, kjer je odprl tudi svojo odvetniško pisarno.
Po prevratu se je pridružil Jugoslovanski demokratski stranki in postal predsednik njene organizacije za mariborsko oblast in odbornik leta 1920 ustanovljene podružnice društva Pravnik v Mariboru ter soustanovitelj Mariborske tiskarne d. d., Tabora in Večernika. Žurnalistično je sodeloval s prosvetnimi in političnimi članki pri Domovini, Narodnem listu, po vojni pri Jutru, Taboru in Večerniku. Na občinskih volitvah v Mariboru je bil leta 1924 izvoljen na listi Narodnega bloka za občinskega svetnika in mestnega podžupana. Na volitvah leta 1927 je bil nosilec liste SDS ter bil januarja 1928 ponovno izvoljen za podžupana. Po odloku kraljeve banske prave je bil 30. novembra 1931 imenovan za mestnega načelnika.
Že kot podžupan je aktivno sodeloval pri velikih mestnih načrtih in delih, zlasti pri gradnji hiš delavske kolonije in kopališča na Mariborskem otoku, kot župan pa je, v duhu kriznega časa, posebno pozornost namenjal še mestni socialni politiki, še posebej Pomožni akciji , ki je pod njegovim vodstvom delovala odlično, saj je od ustanovitve naprej vsako leto dosegala večje uspehe. Prav tako se je močno zavzemal za  mladino, kar se je kazalo v njegovem delu za počitniške kolonije, ki so jih otroci gospodarsko oslabelega Maribora še posebej potrebovali.
V času njegovega mandata so bile zgrajene stanovanjske hiše v Metelkovi ulici, razširjena je bila oskrbnišnica, po smrti kralja Aleksandra I. je podal iniciativo za izgradnjo novega mladinskega doma v Magdalenskem okraju, s katerim bi pridobili tudi nujno potrebne prostore za II. deško meščansko in II. dekliško osnovno šolo. Že v začetku svojega mandata je izvedel reorganizacijo mestne uprave. Mestno gospodarsko poslovanje je ločil od upravnega poslovanja občine. Avtonomna mestna podjetja so se tako izločila iz mestne uprave in združila v samostojno podjetje z nazivom Mariborska mestna podjetja, ki so tako začela delovati samostojno. Dr. Franjo Lipold je bil gonilna sila Mariborskega tedna , predsednik Olepševalnega društva za Maribor  ter predsednik Okrajnega cestnega odbora, kjer si je prizadeval za ureditev cestnih povezav s Pohorjem.  Pod njegovim vodstvom je Olepševalno društvo za Maribor uredilo vrtnarijo in ustanovilo drevesnico, intenzivno pa si je prizadeval tudi za izgradnjo kopališča na Mariborskem otoku. Še posebej se je zavzemal za razvoj turizma v mestu.
Politično je bil liberalec in kot takšen pristaš politike Gregorja Žerjava in Alberta Kramerja. Do leta 1927 je deloval kot odvetnik, med letoma 1927 in 1931 pa je bil mariborski podžupan. V letih 1931 - 1935 je opravljal naloge mariborskega mestnega načelnika (župana). Bil je predsednik mariborskega Olepševalnega društva, zadruge Mariborski teden.
V času njegovega županovanja je v mestu potekala zelo intenzivna gradbena dejavnost. V letih 1931/32 je bila zgrajena delavska kolonija s 147 enonadstropnimi hišami med Betnavsko in Koseskega ulico. V Gregorčičevi ulici je bil urejen Delavski azil. Med Vrbansko in Turnerjevo ulico je bilo zgrajeno več vil. Občina je v današnji Žolgerjevi ulici zgradila šolsko palačo v Magdalenskem predmestju za deško meščansko in dekliško ljudsko šolo. Zgrajeno je bilo moderno kopališče na Mariborskem otoku in paviljon s čolnarno pri Treh ribnikih. 
Ban je leta 1935 Franja Lipolda razrešil dolžnosti župana.    
Med drugo svetovno vojno je bil, skupaj z ženo, najprej dva meseca zaprt v meljski vojašnici v Mariboru, kjer je tudi zbolel. Po dveh mesecih sta bila izseljena v Srbijo, kjer sta živela štiri leta.  Po vojni se je vrnil v Maribor, kjer je nekaj časa še imel odvetniško prakso, do leta 1951 pa je delal kot pravni referent na občini Košaki.  Umrl je 24. junija 1970 v Mariboru.